# Alien Swirling Saucers
Alien Swirling Saucers is een Demolition Derby in het Amerikaanse attractiepark Disney's Hollywood Studios. De komst van de attractie werd aangekondigd in 2015, waarna het geopend werd op 30 juni 2018 in het themagebied Toy Story Playland. Alien Swirling Saucers staat in het teken van de films rondom Toy Story.
Alien Swirling Saucers is een variant op eerdere Demolition Derby-varianten in Disneyparken, waarbij het voertuig van de bezoekers lijkt te worden voortgetrokken door een tekenfilmfiguur. Alien Swirling Saucers is vormgegeven als een speelset die Andy heeft gewonnen bij Pizza Planet, waarbij de karretjes lijken te worden voortgetrokken door de groene aliens uit de Toy Story-films. De attractie bevindt zich onder een overkapping en bestaat uit twee platformen met elk elf voertuigen. Aan het platform hangen verschillende taferelen, zoals Planet Pepperonia, een satelliet in de vorm van een pizza, een alien die in the claw hangt en een alien met een jetpack.
In andere Disney-parken staan soortgelijke attracties zoals: Woody's Roundup en Mater's Junkyard Jamboree.

## Afbeeldingen

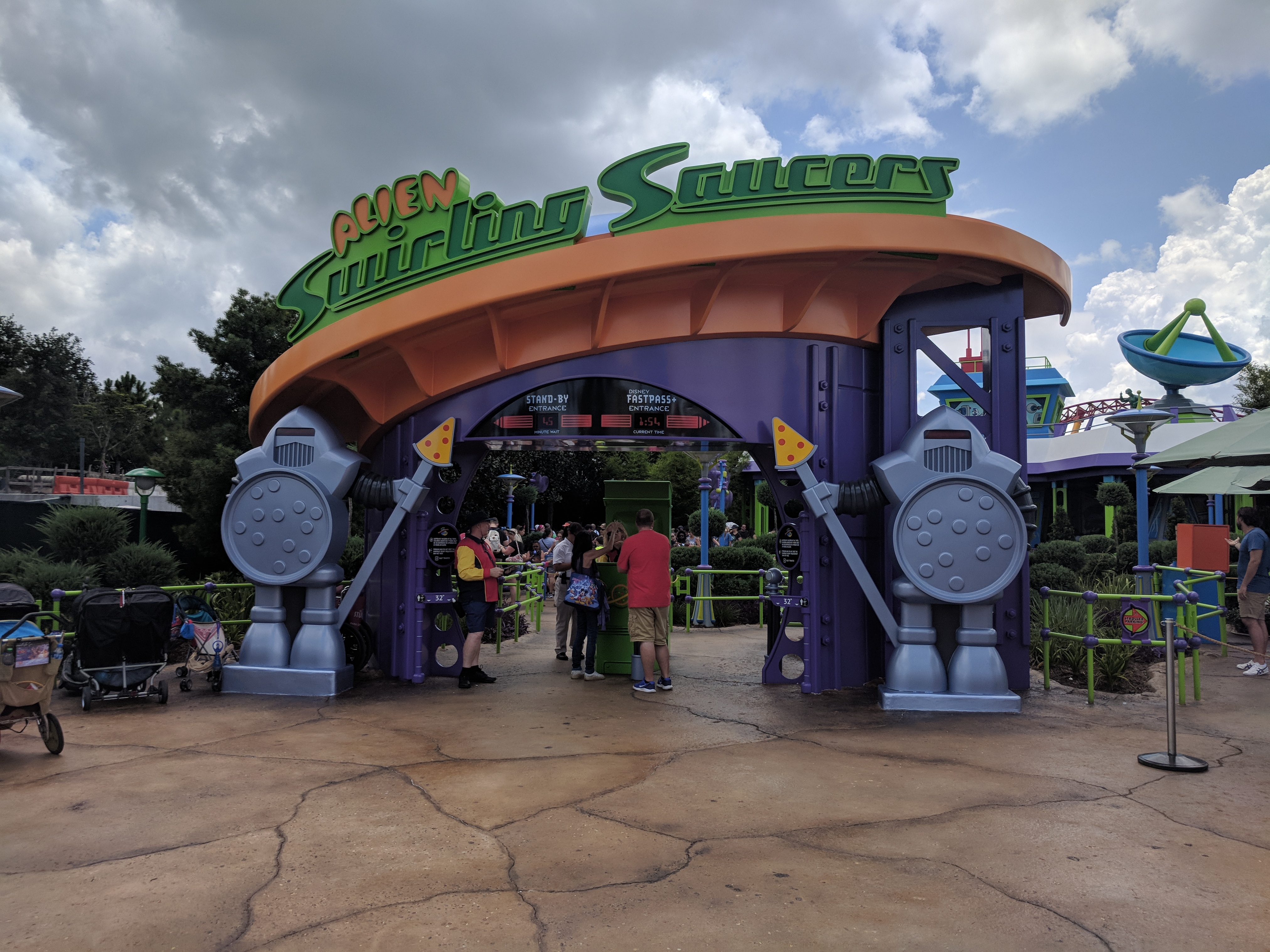
Entree
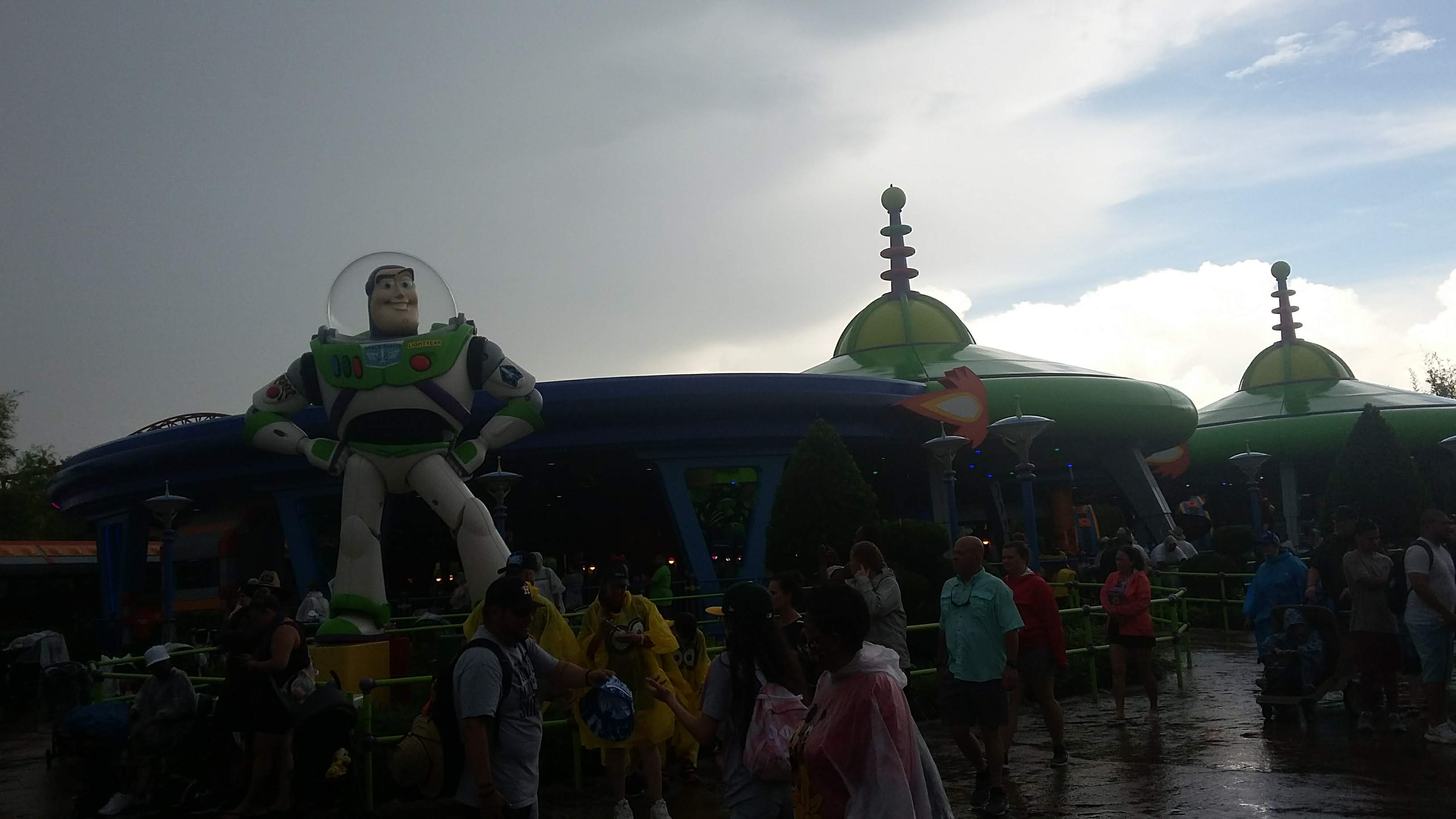

Walt Disney World Resort · Earful Tower · The Sorcerer's Hat · afbeeldingen